# Хорат
Хорат (њем. Horath) општина је у њемачкој савезној држави Рајна-Палатинат. Једно је од 107 општинских средишта округа Бернкастел-Витлих. Према процјени из 2010. у општини је живјело 434 становника. Посједује регионалну шифру (AGS) 7231058.

## Географски и демографски подаци
Хорат се налази у савезној држави Рајна-Палатинат у округу Бернкастел-Витлих. Општина се налази на надморској висини од 440 метара. Површина општине износи 11,9 km². У самом мјесту је, према процјени из 2010. године, живјело 434 становника. Просјечна густина становништва износи 37 становника/km².

## Међународна сарадња
| Мјесто | Држава    | Врста сарадње | Од    |
| ------ | --------- | ------------- | ----- |
|        | Француска | партнерство   | 1969. |
| Извор  |           |               |       |